# ボビー・ウーマック
ボビー・ウーマック（Bobby Womack、1944年3月4日 - 2014年6月27日）は、アメリカ合衆国のソウル、R&Bのシンガーソングライター、ギタリストである。
2009年、ロックの殿堂入りを果たした。

## 来歴
オハイオ州クリーブランド出身。兄弟達と共にウーマック・ブラザーズというゴスペル・グループで活動していた頃、サム・クックに認められ、サムが主宰するレーベル「SAR Records」と契約。ウーマック・ブラザーズ名義のシングル「Somebody's Wrong」（1961年）はヒットしなかったが、ヴァレンティノスと改名すると、1962年のシングル「ルッキン・フォー・ア・ラヴ」がヒット。1964年のシングル「イッツ・オール・オーヴァー・ナウ」は、ローリング・ストーンズによるカヴァー・ヴァージョンが全英1位のヒットを記録した。また、サム・クックのライブでもギターを演奏している。
1964年12月にサム・クックが射殺されたが、ボビーは葬儀に際して、サムのスーツを身に着けてサムの未亡人と参列。その後二人は数カ月もしないうちに結婚した。これらの行動と早すぎる結婚から、ボビーの曲は一時ラジオでオンエアされなくなる事態となった。そのためボビーは、セッション・ギタリスト、作曲家としての活動を開始。アレサ・フランクリンのアルバムでギタリストとして参加したり、ウィルソン・ピケットへ楽曲「アイム・イン・ラブ」を提供するなどの活動をおこなった。1968年、ソロ名義では初となるスタジオ・アルバム『フライ・ミー・トゥ・ザ・ムーン』を発表。また、ボビーは「アンド・アイ・ラブ・ハー」「夢のカリフォルニア」「雨に願いを」などのカバー曲を発表しているが、他の音楽家のカバーと異なり、原曲に並ぶかときには原曲をこえるカバー・バージョンとなっている。1970年にはガボール・ザボのアルバム『ハイ・コントラスト』に参加し、「ブリージン」を提供した。同年、ジャニス・ジョプリンのアルバム『パール』でアコースティック・ギターを演奏（発表はジャニスの死後の1971年）。スライ&ザ・ファミリー・ストーンのアルバム『暴動』（1971年）でもギターを担当。
1972年のシングル「ウーマンズ・ガッタ・ハヴ・イット」は、『ビルボード』誌のR&Bチャートで1位を獲得。同年、映画『110番街交差点』のサウンドトラックを、J・J・ジョンソンと共に制作。同作の主題歌「110番街交差点」は、ボビーが歌も担当し、1997年公開の映画『ジャッキー・ブラウン』でも使用された。1974年には、ヴァレンティノス時代のヒット曲のセルフ・カヴァー「ルッキン・フォー・ア・ラヴ」もR&Bチャートで1位となった。1975年、ロン・ウッドのソロ・アルバム『ナウ・ルック』をロンと共同プロデュースし、ギターやボーカルも担当。
1981年のシングル「If You Think You're Lonely Now」は、R&Bチャート3位のヒットとなる。『ザ・ポエット』（1981年）、『ザ・ポエット2』（1984年）はソウル・ファンや音楽評論家に高く評価された。1984年のシングル「Love Has Finally Come at Last」では、パティ・ラベルとデュエットしている。『ソー・メニー・リバーズ』（1985年）からは「アイ・ウィッシュ・ヒー・ディドント・トラスト・ミー」がソウル・チャートでヒットした。また、ローリング・ストーンズのアルバム『ダーティ・ワーク』（1986年）にゲスト参加している。80年代にはボビーは「ラスト・ソウル・マン」と呼ばれ、同名のアルバムも87年に発表した。
1994年のスタジオ・アルバム『復活』には、キース・リチャーズ、ロン・ウッド、チャーリー・ワッツ、スティーヴィー・ワンダー、ロッド・スチュワート等がゲスト参加。
2012年には、18年ぶりのスタジオ・アルバム『ザ・ブレイベスト・マン・イン・ザ・ユニバース』をリリース。デーモン・アルバーンとリチャード・ラッセルとの共同プロデュース。
2014年6月27日に死去。70歳没。死因は明かされていないが、晩年は癌や糖尿病、アルツハイマー病を患っていたといわれている。

## ディスコグラフィ

### スタジオ・アルバム
- 『フライ・ミー・トゥ・ザ・ムーン』 - Fly Me to the Moon (1969年、Minit)
- 『マイ・プリスクリプション』 - My Prescription (1970年、Minit)
- 『コミュニケーション』 - Communication (1971年、United Artists)
- 『アンダースタンディング』 - Understanding (1972年、United Artists)
- 『110番街交差点 オリジナル・サウンドトラック』 - Across 110th Street (1972年、United Artists)
- 『ファクツ・オブ・ライフ』 - Facts of Life (1973年、United Artists)
- 『ルッキン・フォー・ア・ラヴ・アゲイン』 - Lookin' for a Love Again (1974年、United Artists)
- 『誰にも未来はわからない』 - I Don't Know What the World Is Coming To (1975年、United Artists) ※旧邦題『アイ・ドント・ノウ・ホワット・ザ・ワールド・イズ・カミング・トゥ』
- 『安全地帯』 - Safety Zone (1975年、United Artists) ※旧邦題『セイフティ・ゾーン』
- 『ボビー・ウーマック・ゴーズ・カントリー&ウエスタン』 - BW Goes C&W (1976年、United Artists) ※旧邦題『B.W.ゴウズ C&W』
- 『我が魂の故郷』 - Home Is Where the Heart Is (1976年、Columbia)
- 『ピーシズ』 - Pieces (1978年、Columbia)
- 『ロード・オブ・ライフ』 - Roads of Life (1979年、Arista)
- 『ザ・ポエット』 - The Poet (1981年、Beverly Glen) ※旧邦題『詩人』
- 『ザ・ポエット2』 - The Poet II (1984年、Beverly Glen) ※旧邦題『魂の詩』
- 『ソー・メニー・リヴァーズ』 - So Many Rivers (1985年、MCA)
- Someday We'll All Be Free (1985年、Beverly Glen)
- 『ウーマジック』 - Womagic (1986年、MCA)
- 『ラスト・ソウル・マン』 - The Last Soul Man (1987年、MCA)
- 『セイヴ・ザ・チルドレン』 - Save the Children (1989年、SOLAR)
- 『復活』 - Resurrection (1994年、Continuum)
- Back to My Roots (1999年、Capitol)
- Traditions (1999年、Capitol)
- Christmas Album (2000年、Indigo)
- 『ザ・ブレイベスト・マン・イン・ザ・ユニバース』 - The Bravest Man in the Universe (2012年、XL)

### ライブ・アルバム
- 『ボビー・ウーマック「ライヴ!」』 - The Womack "Live" (1970年、United Artists)
- 『ボビー・ウーマック・ライヴ!』 - Soul Seduction Supreme (1991年、Essential)
- Soul Sensation Live (1998年、Sequel)